# ثيودوروس شريفيليوس

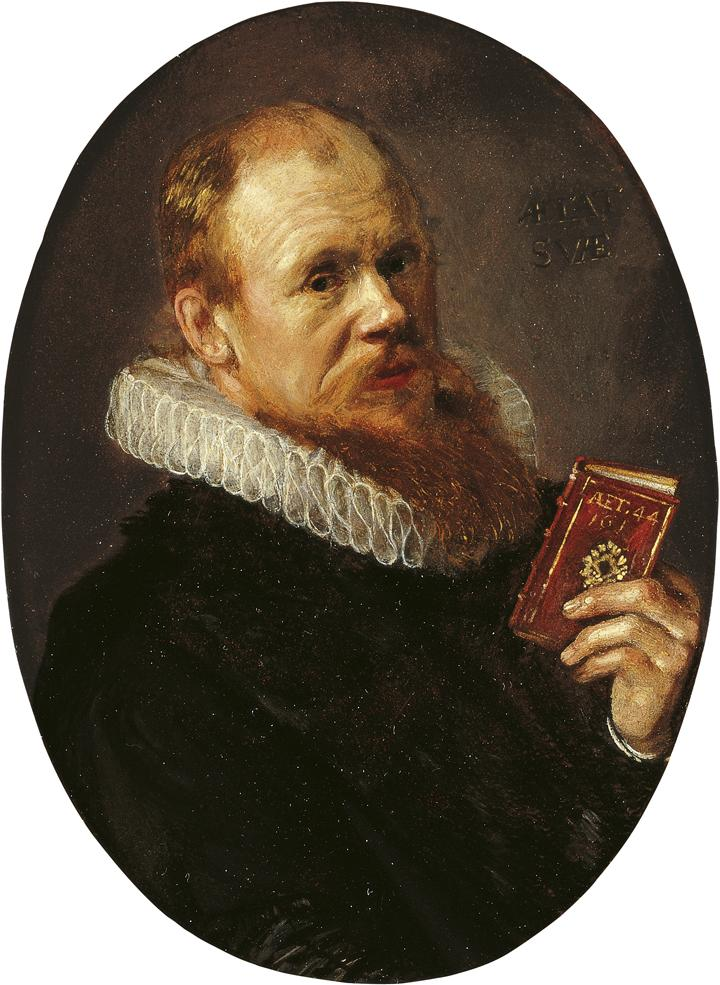
ثيودوروس شريفيليوس, رسم فرانز هالز.

ثيودوروس شريفيليوس (25 يوليو 1572 – 2 ديسمبر 1649) كان كاتب وشاعر من العصر الذهبي الهولندي.

## أعماله
- ترجمة الأحزان لأوفيد بعنوان Tristium عام 1612
- Diatribae scholasticae عام 1626
- ترجمة ثلاثة كتب لإلياذة هومر عام 1636
- Harlemias, 1648, من كتب جوجل

## معلومات عامة
- في كتابه (بالهولندية: Harlemias)، ادعى شريفيليوس أن فن الطباعة، وهو الفن الحافظ لجميع العلوم، تم اختراعه في مدينة هارلم في عام 1440 بواسطة لاورنس يانزون كوستر.
- أطلق اسمه على شارع «شريفيليوس سترات» (بالهولندية: Schreveliusstraat) في هارلم.

## مواقع خارجية
- Dutch Humanists, art. 'Schrevelius, Theodorus (1572-1649)'
- Portret van Theodorus Schrevelius, 1617 - Haarlem, Frans Hals Museum
- نقش ل شريفيليوس عن عمر 46 من صنع جاكوب ماثام في متحف ريكز
- الطبعة الثانية ل Harlemias عام 1754 من كتب جوجل